# Delpinoella insignis
Delpinoella insignis — вид грибів, що належить до монотипового роду  Delpinoella.